# Ray Dalio
Raymond "Ray" Dalio, född 8 augusti 1949 i New York, är en amerikansk investerare, hedgefond-chef och filantrop. Dalio är grundare av investmentbolaget Bridgewater Associates, en av världens största hedgefonder. I januari 2018 var han en av världens 100 rikaste människor enligt Bloomberg.